# Ljudvig Tjibirov
Ljudvig Aleksejevitj Tjibirov (ryska: Людвиг Алексеевич Чибиров; ossetiska: Цыбырты Алексейы фырт Людвиг, Tsybyrty Aleksejy fyrt Ljudvig), född den 19 november 1932 i Tschinvali, Sydossetiska AO, Georgiska SSR i Sovjetunionen (nuvarande Sydossetien i Georgien), är en sydossetisk politiker som är före detta Sydossetiens president från den 17 september 1993 till den 18 december 2001 då han efterträddes av Eduard Kokojty.